# ワインの歴史

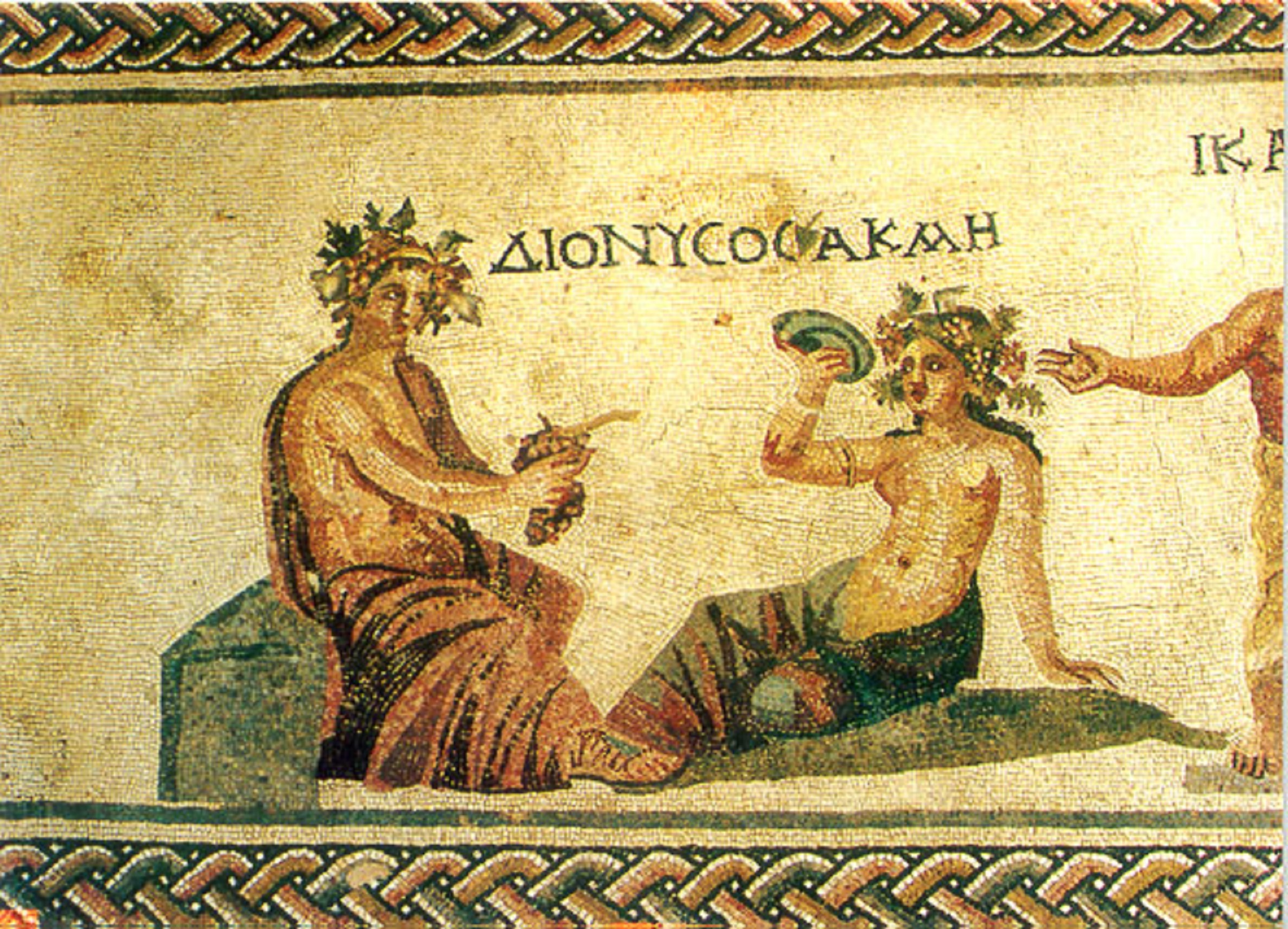
パフォスの町の近くで発見されたヘレニズムのモザイクは、ワインの神、ディオニュソスを描いている

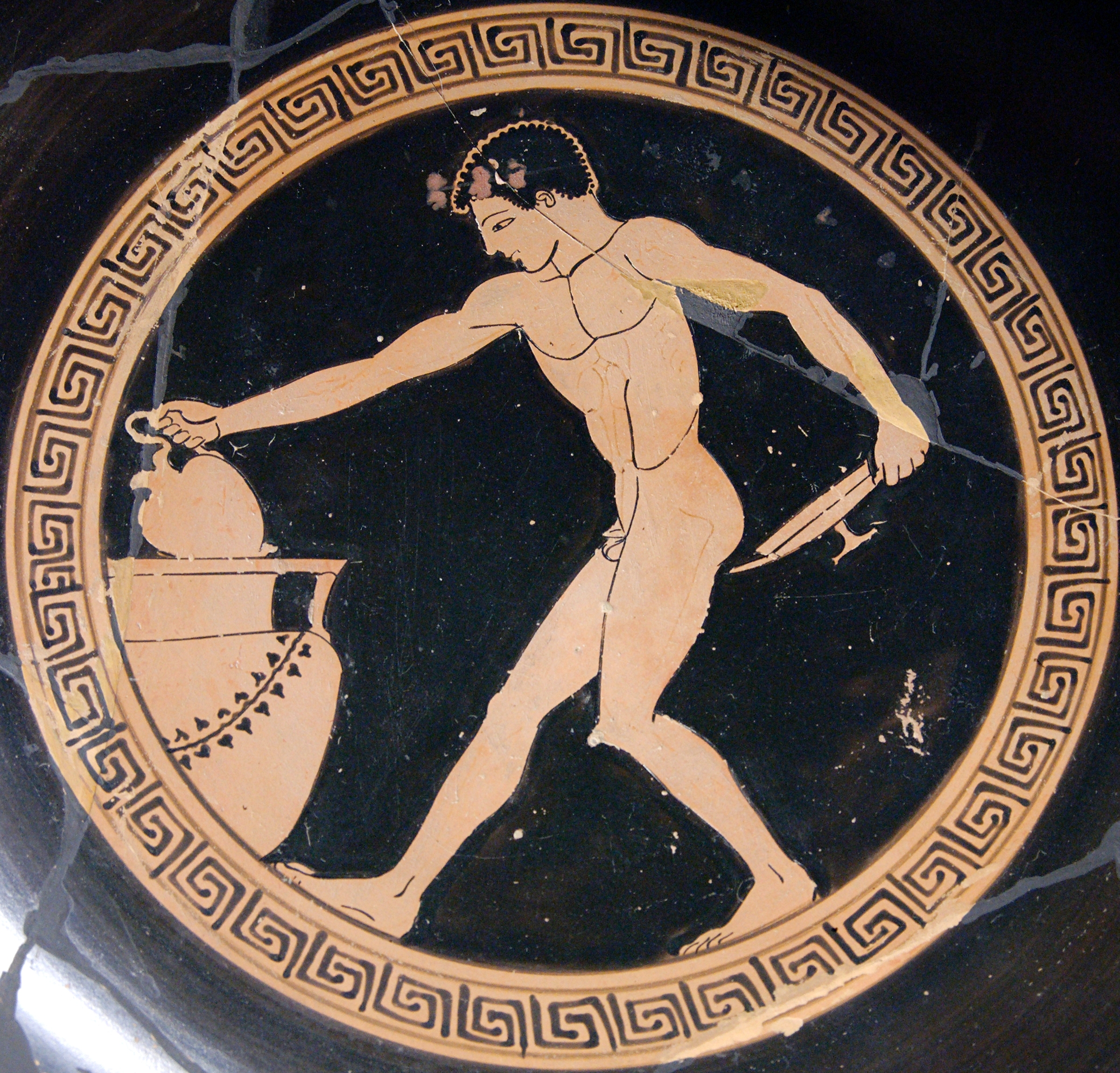
古代ギリシアの饗宴のワインボーイ

ワインの歴史（ワインのれきし）は、中国（紀元前7000年代）、ジョージア（紀元前6000年代）、レバノン（紀元前5000年頃）、イラン（紀元前5000年頃）、ギリシャ（紀元前4500年代）、シチリア（紀元前4000年頃）などで始まり、ブドウを使ったワインに関する初期の考古学上の痕跡が見つかっている。ワイン製造の最も古い確実な証拠はアルメニアで発見された紀元前4100年のものである。
ワインの飲用によって作り出される意識の変化（いわゆる酩酊）は、その起源以来、宗教的な効能であるとみなされてきた。古代ギリシア人はギリシャ神話に登場する豊穣とワインと酩酊の神としてディオニュソスを崇拝し、これは古代ローマ人においてもローマ神話に登場するワインの神であるバッカスの崇拝へと受け継がれた。儀式でのワインの飲用は聖書時代からユダヤ人の習慣の一部でもあり、イエス・キリストの最後の晩餐を含む聖餐の一部として、キリスト教教会にとって重要なものとなった。イスラムでは名目上、ワインの生産や消費を禁じているが、イスラムの黄金期に、ジャービル・イブン＝ハイヤーンのような錬金術師は、香水の製造など、薬用および工業用ワインの蒸留方法を研究していた。
ワインの生産と消費は、ヨーロッパの発展に伴って15世紀頃から急速に発達した。ブドウ栽培およびワイン生産は1887年にフィロキセラの蔓延で壊滅的な被害を受けたが、現代の科学技術と産業用ワインの製造、およびワインの消費は現在も世界中で広く行われている。

## 先史時代

新石器時代、銅器時代、青銅器時代初期のワインとオリーブの痕跡が発見された考古学的遺跡

ワインの起源は記録に残っているよりも古いと考えられ、現代の考古学では野生のブドウの最初の栽培の詳細については明確になっていない。初期の人間が木を登ってベリーを選び、その甘い香りを好んで食べ、それらを採集し始めたという仮説は容易に想像出来る。採集、貯蔵された果実は数日後には発酵が始まり、容器の底に溜まった果汁から低アルコール度のワインの生産が始まったと考えられる。この推論によれば、ワインの生産に至る事象は、農業とワイン生産の定常化を伴う遊牧生活から定住生活様式への移行に従って、紀元前1万年から8千年頃には派生していたと考えられる。
元来、野生のブドウは、アルメニア、ジョージア、アゼルバイジャン、レバント北部、トルコ沿岸と南東部、イラン北部で生育していた。この野生の Vitis vinifera subsp. sylvestris（現代のワインブドウの祖先であるV. viniferaの亜種）の発酵は、紀元前11,000年頃の新石器時代後期に始まった陶器の発明に伴って容易になっていたはずである。しかし、最も古い痕跡はそれから数千年後のものしか発見されていない。

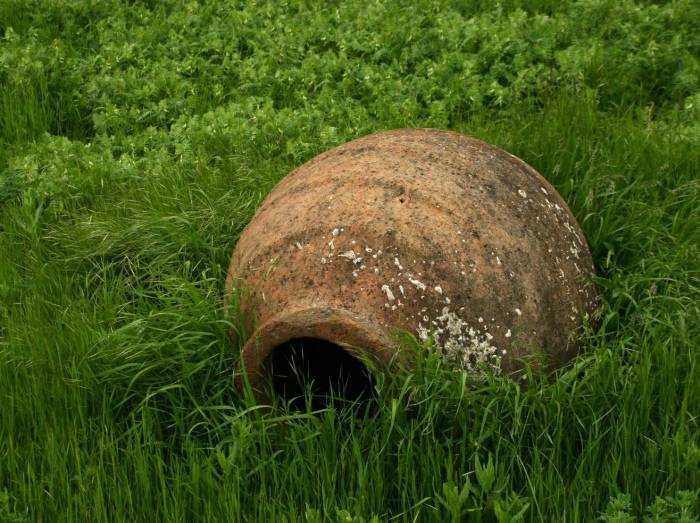
ジョージアの古代のワイン容器 "クヴェヴリ"

ワインの最も古い考古学的な痕跡は、中国（紀元前7000年代）、ジョージア（紀元前6000年代）、イラン（紀元前5000年代）、ギリシャ（紀元前4500年代）、シチリア（紀元前4000年代）でしか見つかっていない。ワインを製造していたことを示す最も古い明確な痕跡は、アルメニア（紀元前4100年頃）で見つかっている。イランの瓶には、より効果的にワインを密封して保存するために、松脂樹脂を使用したレツィーナの形態が含まれており、これが今日まででワインの工業的生産の最も古い確実な証拠である。大イランやギリシャのマケドニア等の遺跡へ生産が広がったのは紀元前4500年頃である。ギリシャの遺跡からは、潰したブドウの残骸の遺跡が見つかっており、復元が注目される。

### アレニ-1複合洞窟

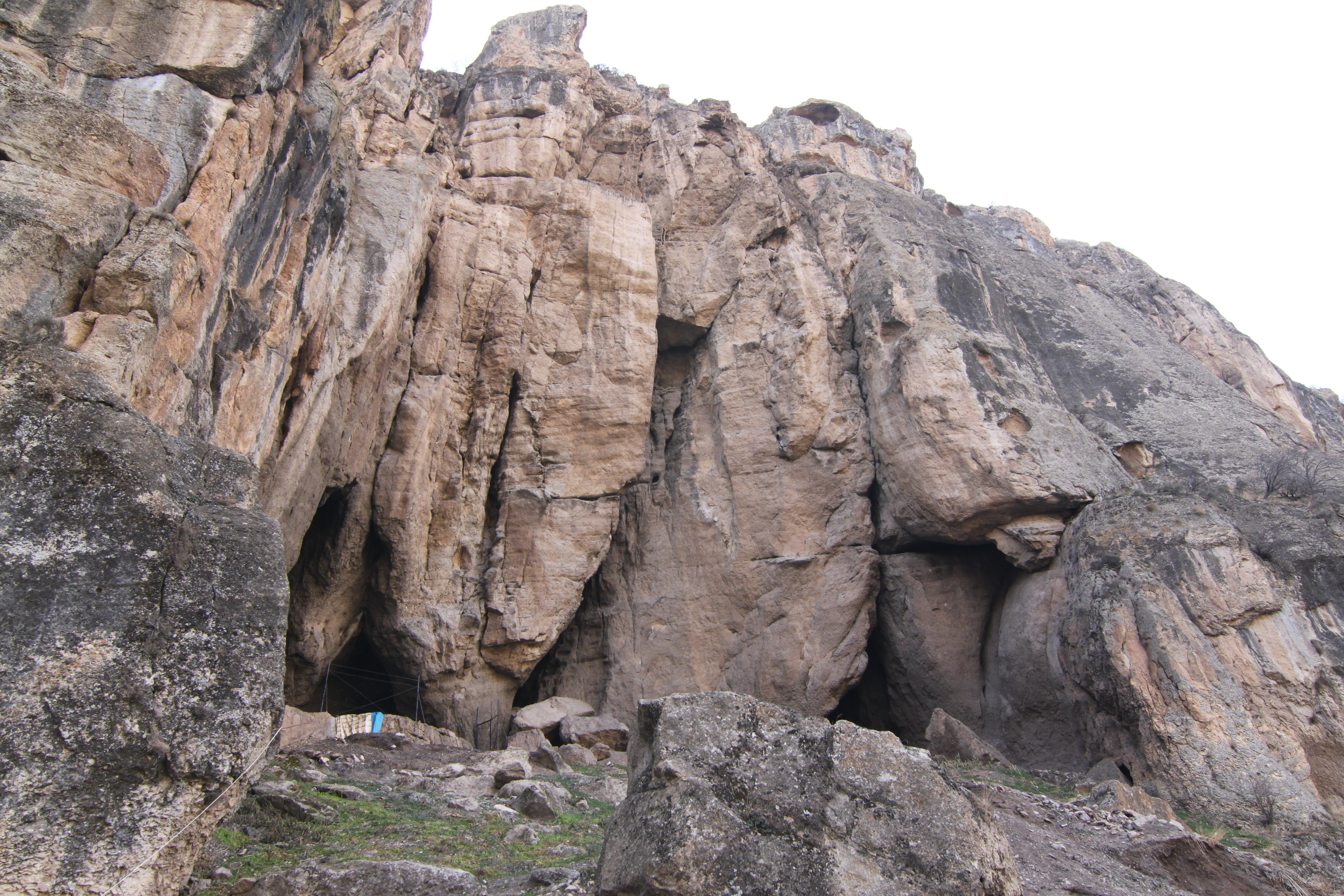
アレニの町の近くにあるアルメニア南部のアレニ洞窟への入り口。洞窟は世界で最も古いワイナリーの場所で、世界で最も古い靴が見つかった場所でもある。

アルメニアのヴァヨツ・ゾル地方にある"アレニ-1複合洞窟"で最も古いワイナリーが発見されている。紀元前4,100年の遺跡からは、ワインプレス、発酵槽、瓶、カップの遺物が発見された。また、V. viniferaの種子とブドウ房も発見されている。ペンシルバニア大学生物分子考古学研究所のパトリック・マクガバン博士は、この発見の重要性についてコメントし、「すでにワイン造りが紀元前4000年に発展しているという事実は、この技術がおそらくもっと古くから存在することを示唆している」と語っている。
発見された種子はVitis vinifera vinifera（ワインを作るために今も使われているブドウ）のものだった。この洞窟の遺構は、紀元前4千年頃のものだった。これは、エジプトの墳墓で見つかったワインの遺構よりもさらに900年前に相当する。

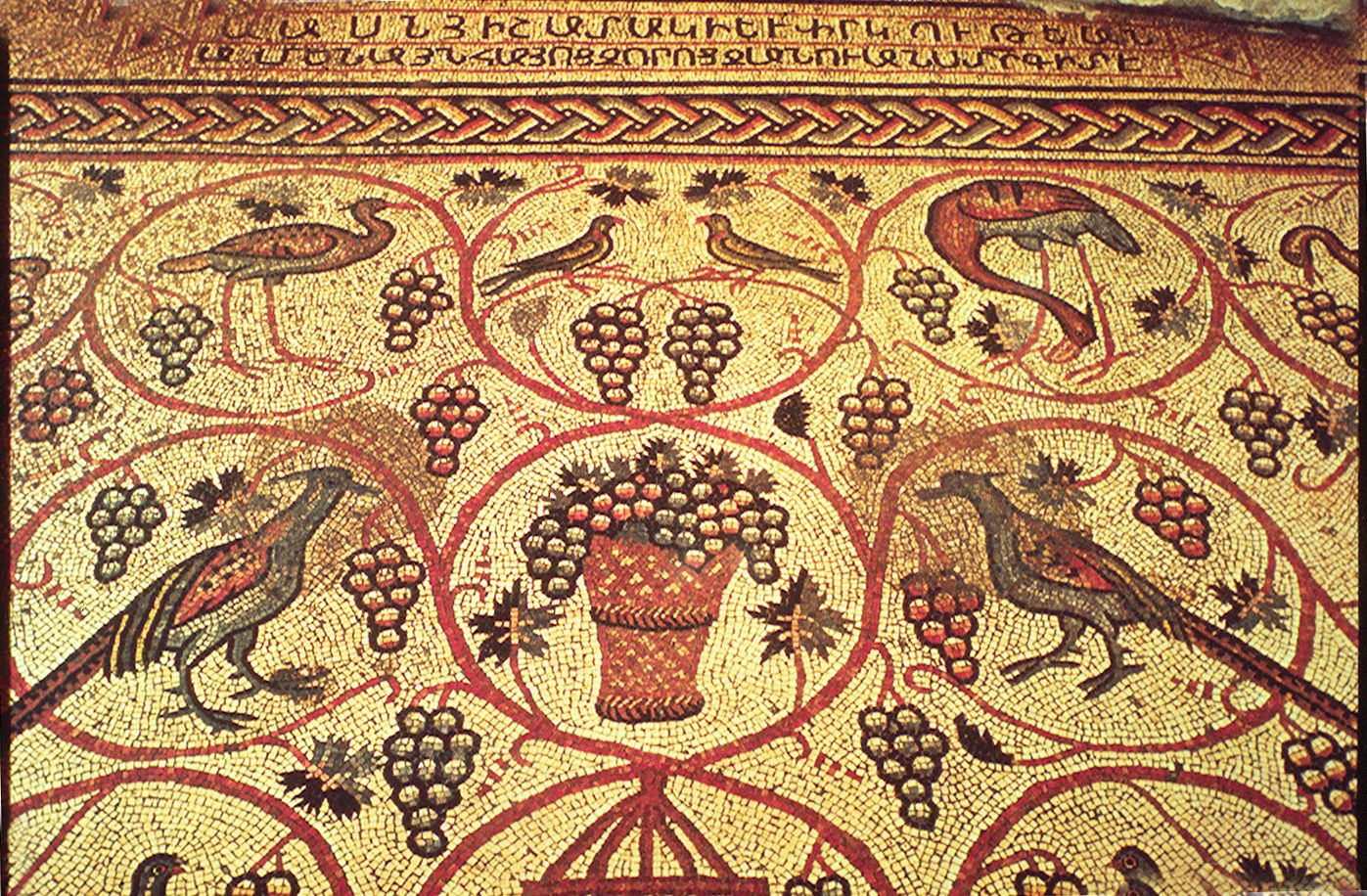
アルメニア語銘文が入ったブドウとワインを描くモザイク。エルサレム、 6世紀

古代には、ペルシャワインの名声はよく知られていた。ペルセポリスにある、アパダナ（ダレイオス大王謁見の間）として知られるオーディエンスホールの彫刻には、ペルシャ帝国への献上品を運ぶペルシャの朝貢国の兵士たちを示している。このレリーフの中で、朝貢国の1つであるアルメニアの兵士が、ペルシャ王に対して彼らの貢物としてワインと馬を献上し、服従の姿勢を表している場面が示されている。

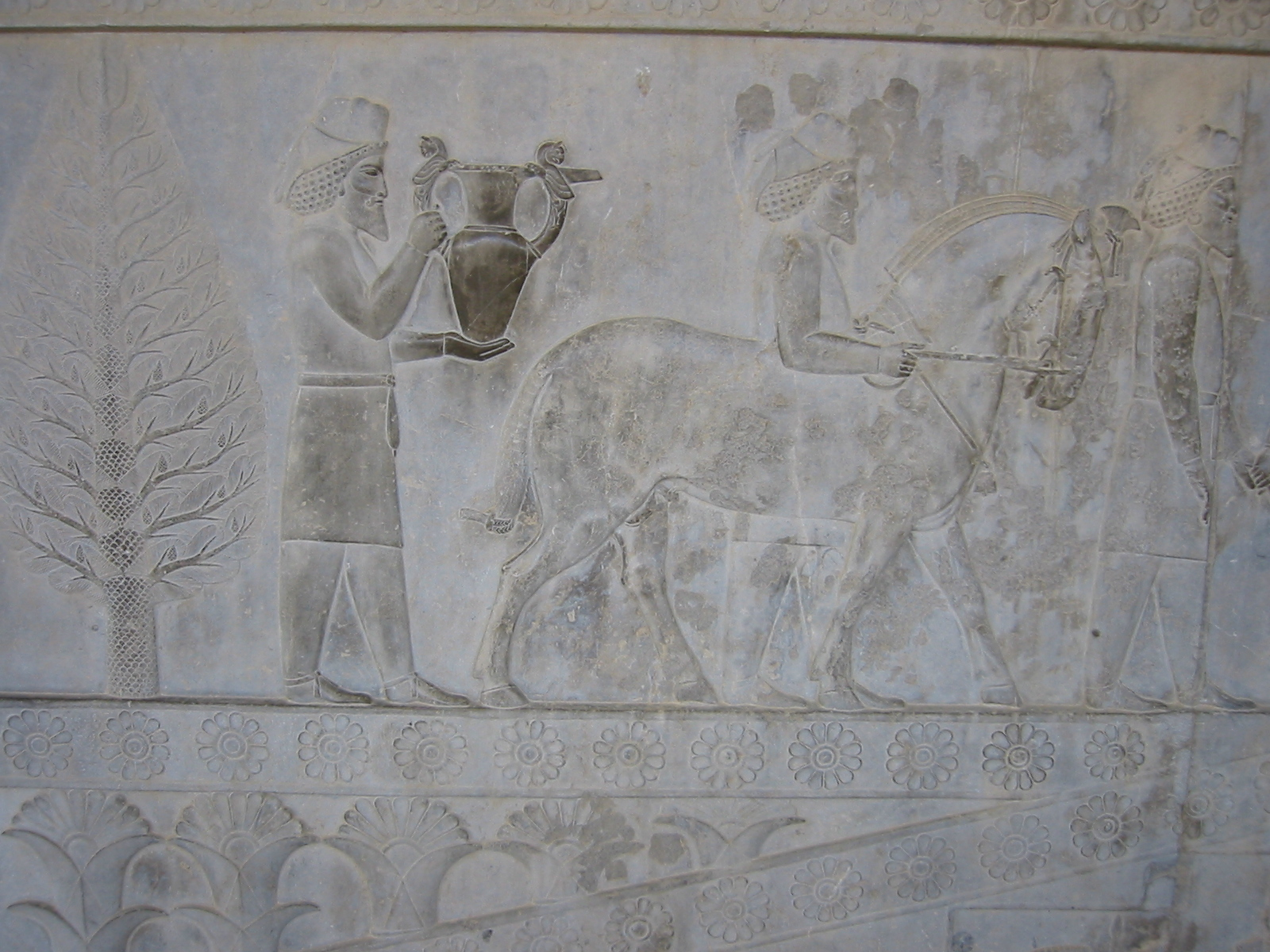
ペルシャ帝国の朝貢国の1つであるアルメニアが特産として有名なワインと馬を献上し服従の姿勢を表す場面を描いたアパダナのレリーフ

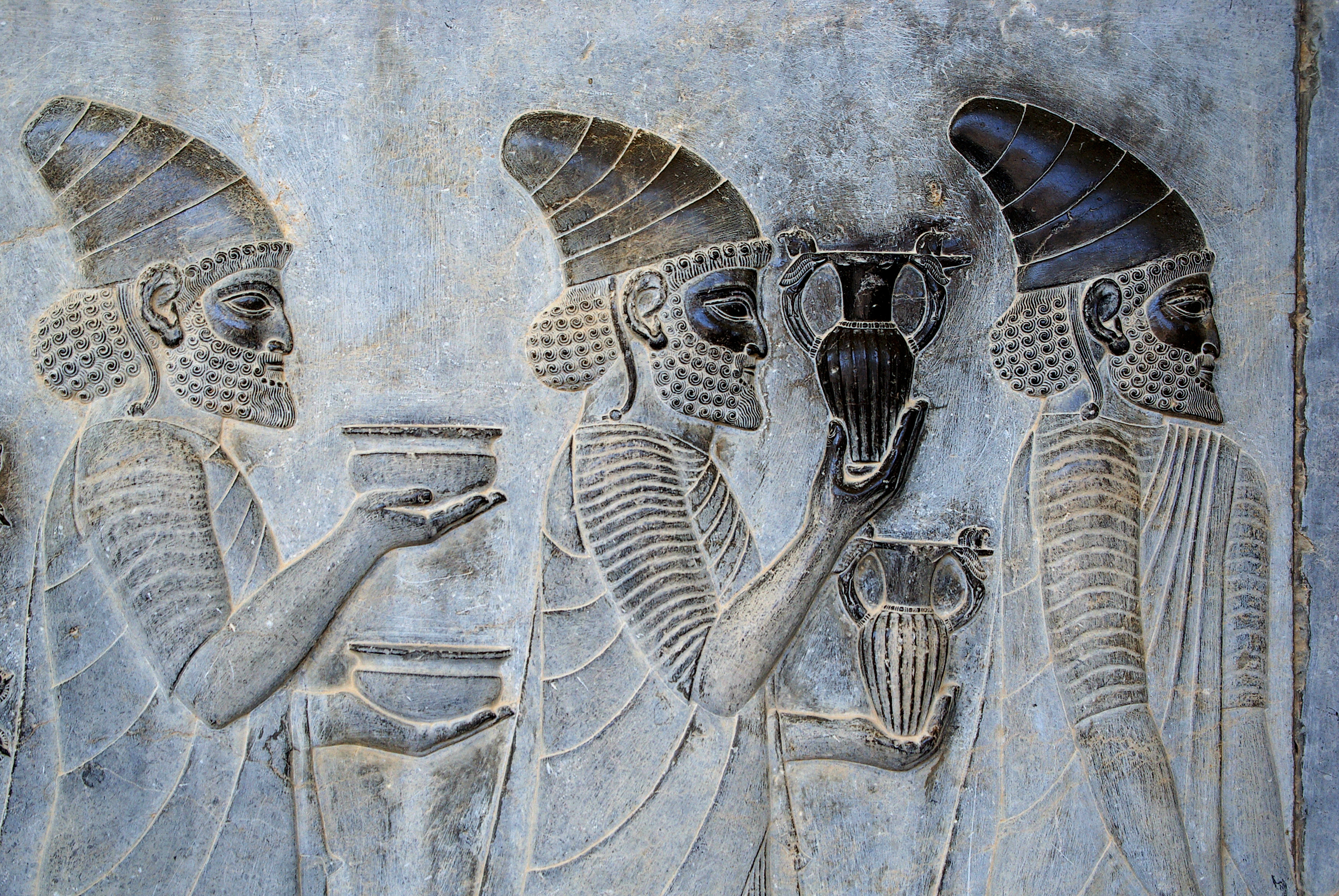
ペルシア皇帝にワインを献上するアルメニアの大使を描いたペルセポリスのアパダーナ宮殿の東の階段のレリーフの詳細

ブドウが栽培されるようになったのは紀元前3,200年頃に始まり、青銅器時代初期から近東地域で盛んになった。紀元前3千年には、シュメールとエジプトでワイン造りが更に盛んになったという多くの証拠もある。

### ワインの発見に関する神話

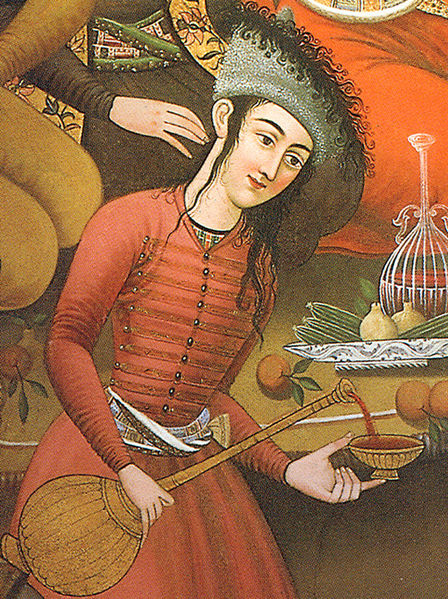
ワインは千年以上にわたってペルシャ詩のテーマであった。

最初のブドウ栽培とワインの発酵について述べた神話学上のエティオロジー（起源説話）が多く存在している。
聖書の創世記では、ノアが大洪水を乗り切った後、最初にワインの製造について述べられており、ノアが酒に酔って自分の息子に醜態を晒したと語られている。
ギリシャ神話では、ディオニュソスが幼少期を過ごし、彼によってブドウ栽培が発見された場所について、（存在が不確定でさまざまな場所が予想されている）ニサ山としているが、彼が中央アナトリアの人々にその実践を教えたと述べられている。このため、彼はワインの神とされ崇拝されることとなった。
ペルシアの伝説では、ある時、ペルシア王ジャムシードが彼のハーレムの女性を追放し、彼女が落胆して自殺を考えるように仕向けたところ、彼女は王の倉庫に行き、「毒」と書かれた瓶を見付けた。瓶の中身は腐ってしまってもう飲めないと思われたブドウの残骸だった。この発酵したワインを飲んだ後、彼女は気分が高揚するのを感じた。彼女はこの発見を王に伝えたところ、王は新しい飲み物に夢中になり、女性を再びハーレムに受け入れただけでなく、ペルセポリスで育てられたすべてのブドウをワイン造りに捧げるよう命じたという伝説が残っている。

## 古代

### 古代エジプト

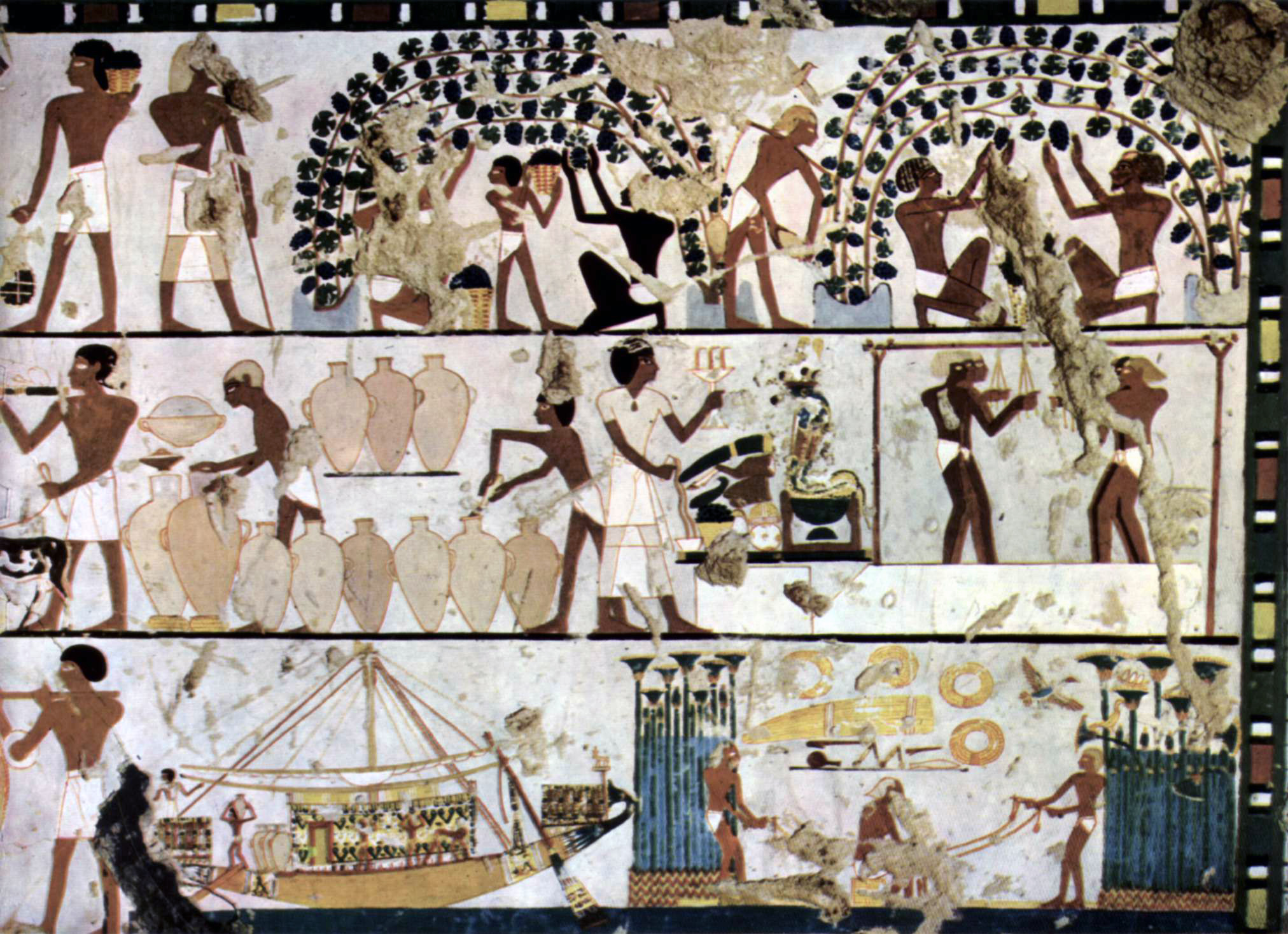
紀元前1,500年前の古代エジプトのブドウ栽培、ワイン製造

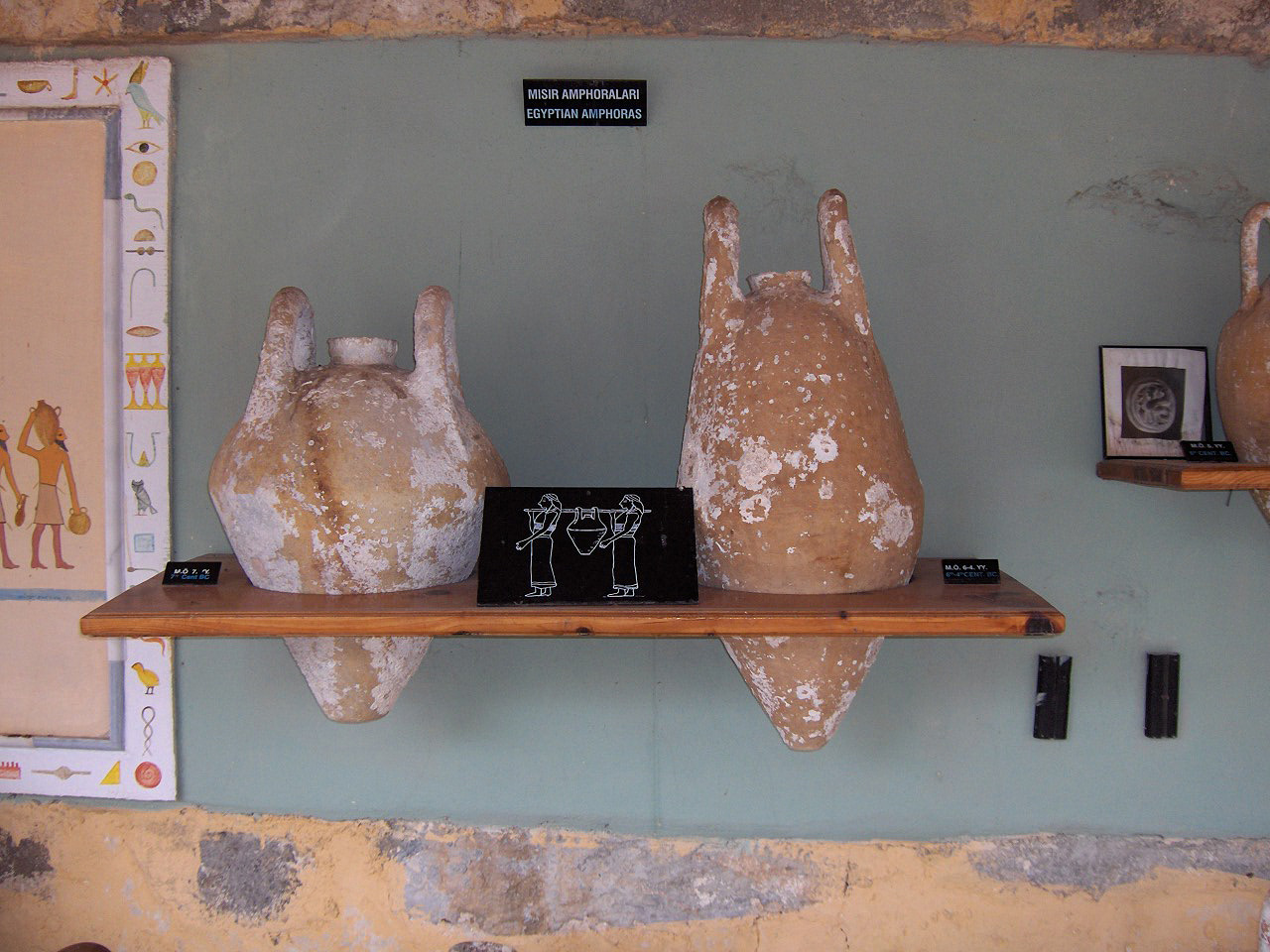
紀元前4-6世紀頃のエジプトのワイン容器 (アンフォラ)

ワインは古代エジプトの生活儀式において重要な役割を果たしていた。紀元前3,000年頃、レバントからエジプトへのブドウ栽培の導入に続いて、王室の繁栄と共にワイン製造業がナイルデルタに設立された。この産業は、青銅器時代初期のエジプトとカナンの間の交易による成果であった可能性が最も高く、少なくともエジプト古王国時代のエジプト第3王朝時代にあたる紀元前27世紀から始まっている。墳墓の壁画に描かれたワイン醸造の場面とそれに付随する供物の目録には、デルタ地帯のブドウ畑で確実に製造されたワインが含まれていた。古王国時代の終わりまでに、おそらく全てデルタ地帯で生産されたと考えられる5つの異なるワインが、来世へ行くための規範的な供物一式に用いられた。
古代エジプトの頃のワインは主に赤ワインだった。色が血と類似しているため、エジプト文化においてワインを飲むことは迷信がかっていた。古代エジプトで最も尊い飲み物とされたシェデフは、今日では従来考えられていたようなザクロから作られる赤い果実酒ではなく、赤ワインの一種であったことが分かっている。プルタルコスの記した『倫理論集』によれば、プサムテク1世以前のファラオたちはワインを飲むこともなければ、神に献酒することもなかったと述べている。それは彼らが「ワインはかつて神々と戦った者たちの血だと信じていたからで、彼らが死して大地に帰り、そこからブドウが芽生えたのだとも考えていた」ためだとされている。したがって、「酔い」の原因は「体が祖先の血で満たされることにより、正気を奪い、狂わせてしまう」からだと考えられた。
ツタンカーメンの墳墓から出土した5つの粘土製アンフォラの遺物は白ワインのものであることが示されており、たとえ国内で生産されていなかったとしても、少なくとも貿易を通じてエジプト人がワインを利用できたことを示している。

### フェニキア

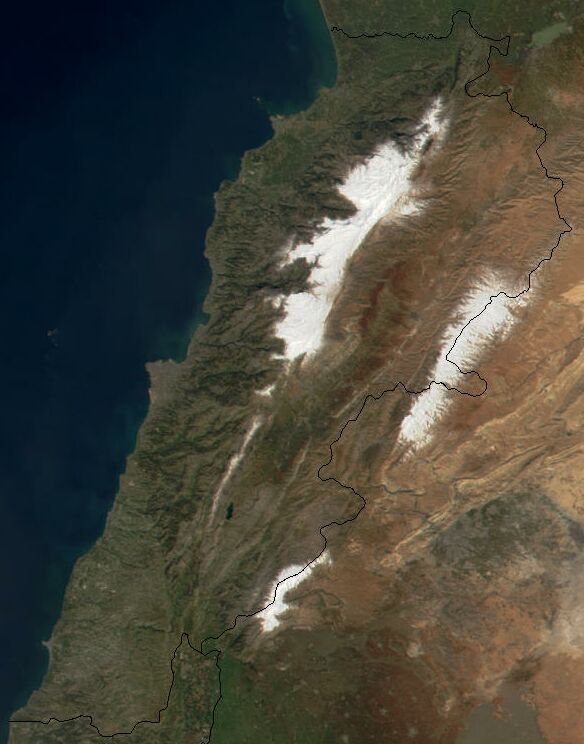
レバノンの衛星写真 : ブドウ種は恐らくレバノンで栽培されるようになった。

東方地域から伝わったワイン製造の知識は、フェニキア人の尽力と彼らの広範な貿易ネットワークを通して、地中海地域全体にワイン、ワイン用ブドウ、そしてワイン製造技術が広く伝播された。ワインを運搬するためにアンフォラが広く利用され、ローマとギリシャのワイン産業の発展にはフェニキアが販売したブドウ品種が重要な役割を果たした。
ポエニ戦争を生き抜いたカルタゴの唯一のレシピはマゴによるストローワインのレシピで、これは後に古代ローマで人気となったレーズンワインの基となった。

### 古代ギリシア

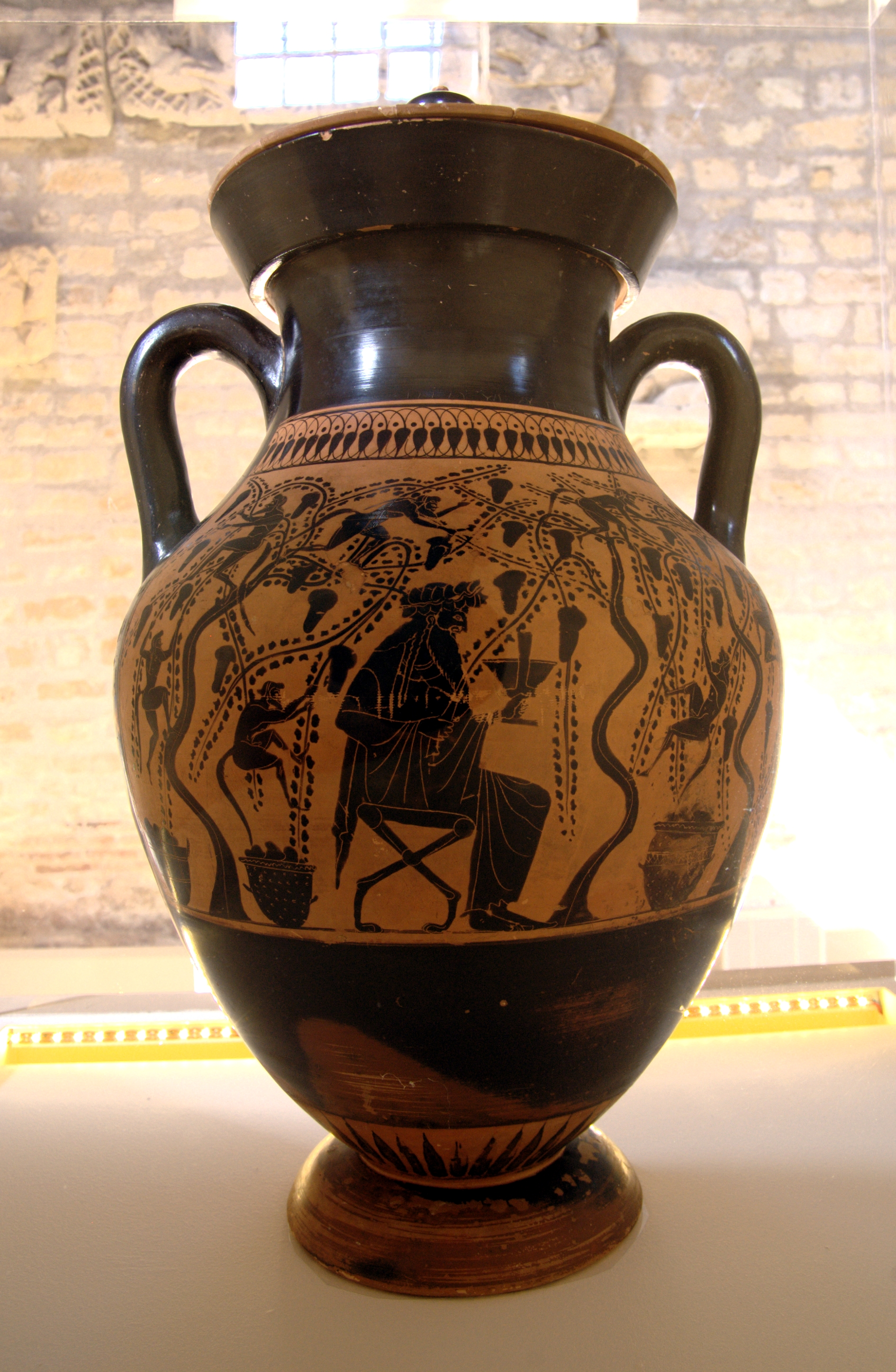
ブドウ畑のディオニュソス : 紀元前6世紀後半のアンフォラ

現代のワイン文化の多くは、古代ギリシャ人の習慣に由来している。ブドウの木はミノア文明やミケーネ文明以前から存在していた。現代ギリシャで栽培されているブドウの多くはこの地域で独占的に栽培されており、古代に栽培されていた品種と基本的に同一か類似品種である。確かに、現代のギリシャワインで最も人気があるレツィーナと呼ばれる強い芳香を持つ白ワインは、ワイン用のアンフォラの内側を木の樹脂で裏打ちして飲み物に独特の風味を与えるという古代の習慣の名残りと考えられている。
「ワインの饗宴 (Me-tu-wo Ne-wo) 」は、ギリシャのミケーネ地方で「新酒ワインの月」を祝う祭りである。ローマのガイウス・プリニウス・セクンドゥスが記したようないくつかの古代の資料では、ワインの酸度を下げるために、発酵前に部分的に脱水された石膏を使用し、その後にある種の石灰を使用する古代ギリシャの方法について説明している。 ギリシャのテオプラストスはこのギリシャのワイン製法の側面に関して最も古い記述を著している。
ホメーロスの叙事詩によると、ワインは希釈しない原液の状態で飲用されるのではなく、通常「クラテール」と呼ばれる希釈用の甕で水と混合されて提供された。ホメーロスとアイソーポスの作品にしばしば登場するギリシャの飲酒と酩酊の神であるディオニュソスには、時折「希釈されていないワインの贈与者」という意味のアクラトフォルスという通り名が与えられた。ホメーロスはしばしば「葡萄酒色の海」 (οἶνωψ πόντος、oīnōps póntos) という表現を使うが、これは当時のギリシャには「青」の色を表す言葉がなかったため、ギリシャ人は単純に赤ワインの色を指していたに過ぎない。
名前がついたワインについての最も古い言及は、紀元前7世紀の叙情的な詩人アルクマンによるもので、彼はメッシニアのタイゲトス山脈の西部の丘陵地帯のワインであるDénthisを"anthosmías" (「花の香りがする」の意) と称賛している。キアンワインはギリシャ人には "黒ワイン" として知られていたが、後に最初の赤ワインとして認められた。コーンワインは海水が混ざっており、塩辛いことで有名だった。プラムニアンワインやレズビアンワインも同様に有名な輸出品だった。アリストテレスはリムノスワインについて言及しているが、これは恐らくオレガノやタイムのブーケとともに赤ワインに用いられる現代のレムニオ種と同一である。これが真実であれば、レムニオ種は現在も栽培されている既知の品種で最も古い品種に相当する。
ギリシャの場合、ワインのようなアルコール飲料は、最終的にはその治世のピークに向かって至るであろう高価な「換金作物」までには完全に発展しなかった。しかし、ブドウ栽培の重要性が経済的需要とともに高まるにつれて、その後長きにわたってアルコール消費量も増加することとなった。ギリシア人は地域全体の経済成長を拡大し創出する方法としてワイン生産を受け入れていた。ギリシャ風の形状やアートが施されたアンフォラが広く地中海地方で発見されており、ギリシャワインは地中海地方全般に広く輸出され、知られていた。ギリシア人が古代エジプトでのワインの登場にさえ関わっていた可能性もある。彼らは今日のイタリア、シチリア、南フランス、そしてスペイン地域の多くの植民地にブドウ (V. vinifera) のつるを紹介し、ワインの製造を行った。

### 古代中国

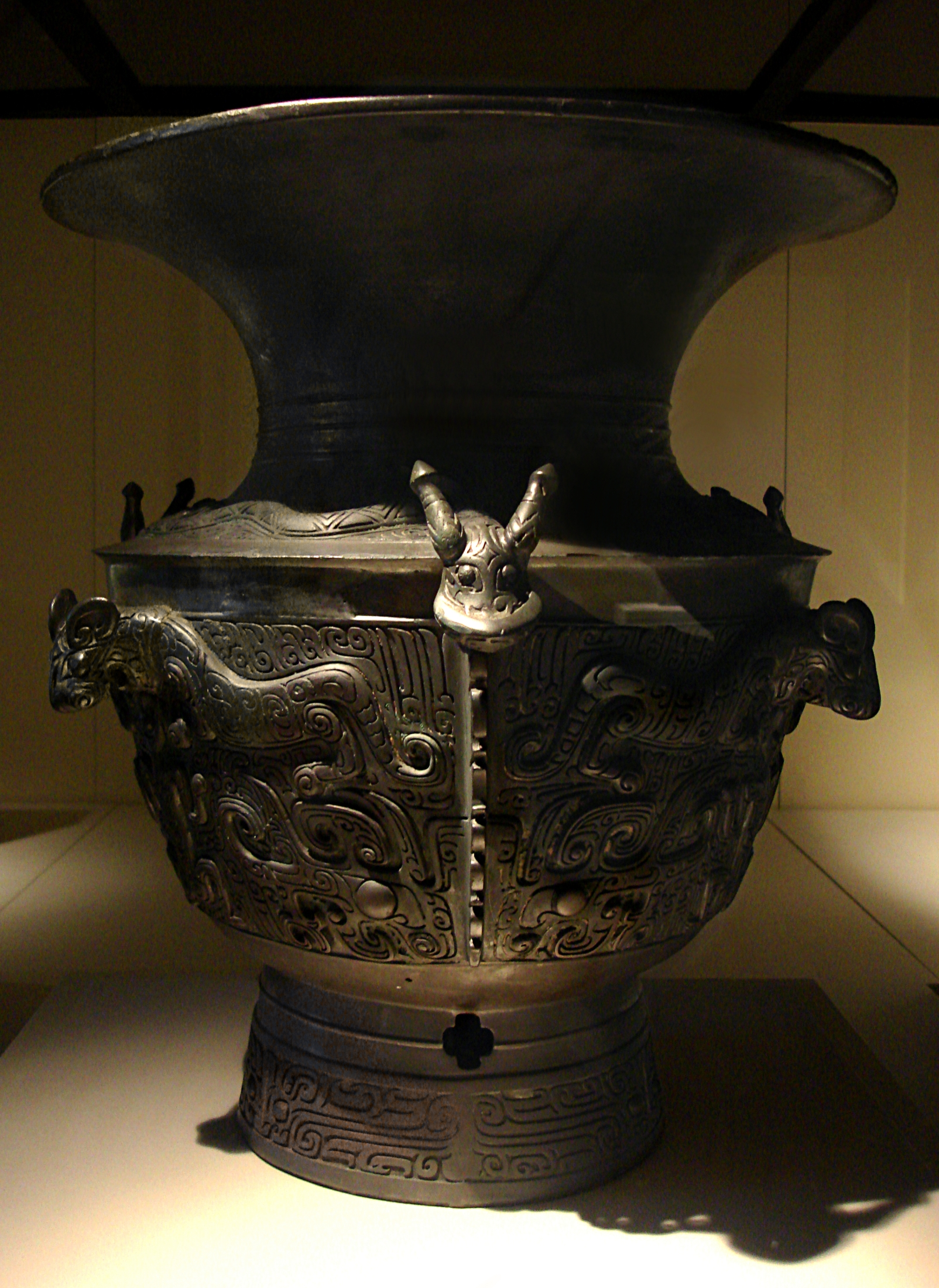
殷代の銅製ワイン保存容器 (紀元前1600–1046年)

最新の研究学者らによると、「中国のブドウ栽培とワイン製造は紀元前7000年まで9000年間遡るという事実が分かってきているにもかかわらず、CNCCEF（フランス政府対外貿易顧問委員会）の定義に従って分類すると、中国のワインは地理上で「新世界」と見なされている。ワイン製造技術とワイン文化は中国の歴史に根ざしており、「新世界」の定義は、ワインの歴史に欧州中心の先入観を与え、事実を無視する誤った呼び名である」と述べられている。さらに、フィラデルフィアのペンシルベニア大学博物館の料理・発酵飲料・健康のための生体分子考古学プロジェクトの科学ディレクターで、人類学の非常勤教授パトリック・マクガバンによれば、中国のブドウを使ったワインは「世界で最も早く化学的に確認されたアルコール飲料」であるだけでなく、その歴史は紀元前7000年まで9000年遡って確認され、証明されている。マクガバン教授は続けて以下のように述べている。「賈湖での発見は、旧石器時代の遺跡から発酵飲料の化学的証拠を発見する希望を決して諦めるべきではないことを示している。研究には、しばしば大きな驚きが起こる。あなたも、私と同じように、ハッジ・フィルズ、コーカサス、および東アナトリアのブドウのワインは、世界で最初のアルコールであり、近東のいわゆる「文明のゆりかご」から来ていると考えていたかもしれない。さらに別の研究では、紀元前7000千年頃から、ブドウや米のワイン、ビール、白酒を含むさまざまなタイプのアルコール飲料の痕跡も紀元前7000年頃から発見されている。加えて、ハメス教授の研究では、「最古のワインまたは発酵酒は中国から来たもので、中東のアルコールよりも数千年前に遡る。 考古学者らは、河南省の嘉湖村で紀元前7000年まで遡る米やブドウのワインの残骸を示す陶器の破片を発見した」と述べられている。
考古学者らは、紀元前1千年の間に、V. thunbergiiやV. filifoliaのような、自生種の「山ブドウ」からの生産の痕跡を発見した。中国におけるビールの生産は、キビ、米、および他の穀物から発酵したより強い酒が支持され、漢王朝の時代までにはほとんど無くなっていた。これらの黄酒はしばしば「ワイン」と解釈されているが、通常アルコール度20％の酒であり、中国においてはいわゆる「ブドウ酒」とはまったく異なると考えられている。
紀元前2世紀の張騫による西域（現代の新疆地域）の探検は、アレキサンダー大王の帝国のヘレニズム継承国である大宛、バクトリア、インド・グリーク朝に到達した。これによりブドウ栽培は中央アジアに伝播し、貿易によってV. vinifera種のブドウから生産された最初のワインが中国へともたらされることとなった。
ワインは唐の時代に西側との交易が回復した際に再び輸入されたが、ほとんどが帝国国営の売買に限られており、宋の時代までにその消費は貴族の間に広がった。マルコ・ポーロの14世紀の記述では、元の時代にはライスワインへの継続的な嗜好があったことに注目している。

### 古代ペルシア
ヘロドトスは古代ペルシャ人（特にポントスの人々について）の文化について述べており、 彼らがワインを「非常に好み」、大量に飲んだと書いている。

### ローマ帝国

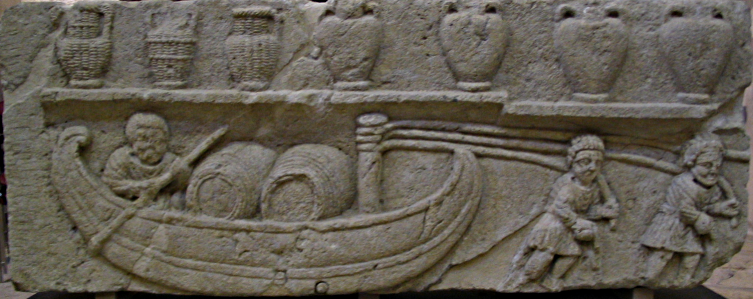
ローマ帝国のガリアでのワインの輸送：アンフォラ (上段) は地中海で伝統的な容器であったが、ガリアは樽の使用を導入した。

ローマ帝国の存在はブドウ栽培と醸造学の発展に大きな影響を与えた。ワインはローマの食事の不可欠な要素であり、ワイン造りは緻密なビジネスになっていった。今日、西ヨーロッパにおける実質的にほぼすべての主要なワイン生産地域は、ローマ帝国時代に設立されたものである。ローマ帝国期を通じて、アルコール生産が増加するにつれて社会的規範が変わり始めた。さらに、ローマ市民の間での広範な飲酒の習慣と真のアルコール依存症が紀元前1世紀に始まり、紀元1世紀には頂点に達したことを示す証拠がある。西暦92年、皇帝ドミティアヌスは、収益性が低いために生産量が少なくなっていた食用穀物の生産量を増やすために、イタリアでの新たなブドウ園の植え付けを禁止し、地方プロヴィンスのブドウ園の半分を根こそぎ廃止にする、歴史上最初のワイン法を制定することを余儀なくされた (この措置は広く無視されていたが、マルクス・アウレリウス・プロブスによって西暦280年に廃止されるまで、法律として残っていた) 。

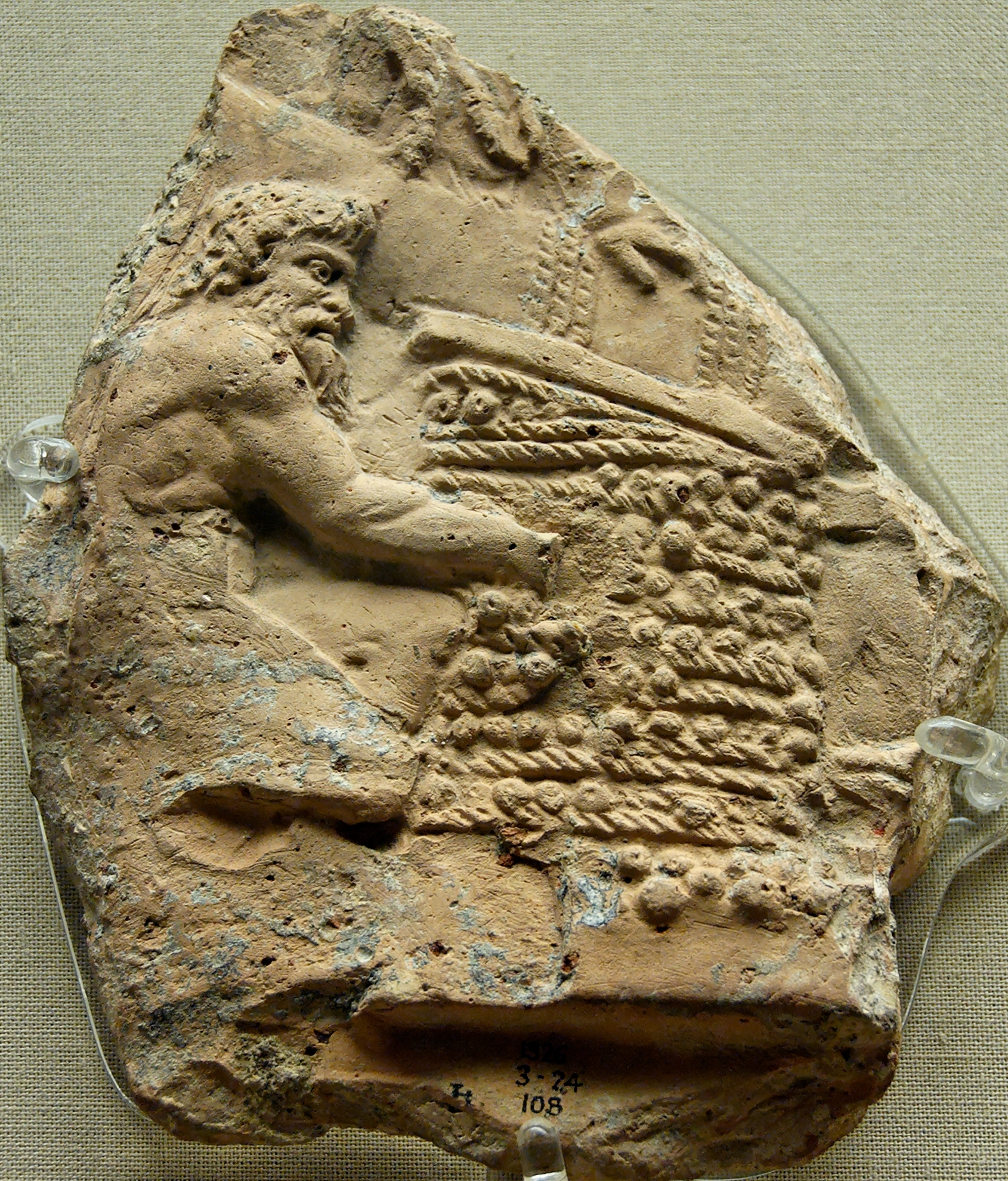
枝を編み込んだ筵製のワインプレスで働くサテュロス (西暦1世紀の頃のレリーフ)。

ワイン生産技術はローマ帝国の時代に飛躍的に進歩した。建築家として著名なウィトルウィウスは、「四季の移り変わりは決して変化することはないが、そこは環境が常に一定で不変であるため」、ワイン貯蔵室は北に面して特別に建てられてるべきである点について記述しており、熟成を促進または再現するための特別な "フマリア" と呼ばれる燻製室が開発された。他にも多くのブドウ品種と栽培技術が開発された。樽（ガリア人によって発明された）とガラス瓶（シリア人によって発明された）は、ワインの貯蔵と出荷に関してテラコッタアンフォラと競合し始めた。ネジがギリシャの発明であったのと同様に、ワインプレスはローマのヴィラで一般的になった。ローマ帝国ではまた、特定の地域で高級ワインで評判を得たため、今日の原産地統制呼称システムの先駆けとなった。最も有名なのは、主にそのアルコール含有量が高い（約15％）ことから、ラツィオとカンパニアの境から産するファレルニアンワインの白であった。ローマ人は、高地斜面で産するコーカサスフェレルニアン、中央のファウストファレルニアン（かつての所有者であった独裁官の息子であるファウストゥス・コルネリウス・スッラにちなんで名付けられた）、および低い斜面と平野で産するジェネリックファレニアンの、3つのアペラシオンを認定した。貴重なヴィンテージは、熟成するにつれて価値が高まり、各地域でも辛口、甘口、ライト等、バラエティに飛んだ異なる品種が生産された。他の有名なワインとしては、コッリ・アルバーニの甘口のアルバンワインと、詩人ホラティウスに愛され、皇帝ネロによって根絶されたカエクブムワインがある。歴史家でもある大プリニウスは、これらのような「フマリア」で燻製していないような「プレミアムクラス」のワインは、よりヴィンテージの低いワインのように「フマリア」で燻製しないように警告している。
おそらくハーブやミネラルを混ぜたワインは、薬用として効能があると思われていた。ローマ時代には、上流階級はより健康増進のためにワインに真珠を溶かしていたかもしれないと考えられている。 クレオパトラは、1杯のワインでマルクス・アントニウスに「プロヴィンスの統治を承諾させる」ことを約束させ、その後、高価な真珠を溶かして飲んだという伝説が作られた。大プリニウスは、皇帝アウグストゥスの即位後、セチナムワインが彼に消化不良を引き起こさなかったため、帝国のワインになったと述べている。5世紀に西ローマ帝国が滅亡した時、ヨーロッパはローマカトリック教会を唯一の安定した社会構造とする、侵略と社会的混乱の時代に入った。ミサに不可欠なブドウ栽培とワイン製造の技術は教会を通して継承されていった。
液体のワインがまだ残っている状態で発見された最古のボトルであるシュパイアーワインボトルはローマの貴族のもので、年代は西暦325～350年頃ものである。

## 中世

### 中世の中東
レバノンは世界で最も古いワイン生産地の一つである。イスラエルの預言者ホセア (預言者) (紀元前780年 - 725年) は、「彼らはぶどうの木のように咲き、その香りはレバノンのワインのようになるように」と言って、彼の追随者たちにヤハウェに戻るよう促したと言われている。沿岸部のフェニキア人は、古代において地中海全体にワインとブドウ栽培を広めることに貢献した。
しかし、アラビア半島では、気候がブドウ栽培に適した環境ではなかったため、ワインはアラムの商人によって取引されていた。しかし、ナツメヤシや蜂蜜のワインなど、他の多くのタイプの発酵酒は、5世紀から6世紀頃には生産されていた。
7世紀および8世紀のイスラム教徒による征服により、多くの領土がイスラム教徒の管理下に置かれた。イスラム教ではアルコール飲料は法律で禁止されていたが、アルコール、特にワインの生産は盛んに行われていたようである。ワインは、イスラムの支配下であっても多くの詩人の主題であり、多くのハリーファは、社会的および個人的な会議中にアルコール飲料を飲んでいた。エジプトのユダヤ人はファーティマ朝とマムルーク朝の政府からブドウ畑を借り、宗教上の儀式と薬用のためにワインを生産し、東地中海全域でワインの交易を行った。

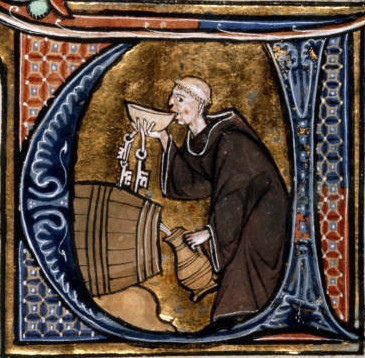
Li Livres douSanté (13世紀後半のフランスの健康に関する書) の修道院のセラーテイスティングワインの挿絵

レバント地域とイラクのキリスト教修道院はしばしばブドウを栽培していた。その後、修道院の敷地内にあるタバーンにヴィンテージを配布した。ペルシャと中央アジアのゾロアスター教徒もワインの生産に従事していた。彼らのワイン貿易についてはあまり知られていないが、彼らはタバーンで知られるようになった。ワインは一般に、イスラム教の錬金術師による蒸留の進歩により、香水業界で用いられていた比較的純粋なエタノールの生産が可能になった後、中東でアルコールの原料として工業的に使用され始めている。ワインはまた、この時期に初めてブランデーに蒸留されている。

### 中世ヨーロッパ
中世では、ブドウが栽培された南部地域の全ての社会階級で、ワインは一般的な飲み物だった。ブドウが生育できてもほとんど栽培されていない北部と東部では、ビールとエールが一般市民と貴族のどちらにおいても通常の飲み物だった。ワインは北部地域に輸出されたが、比較的高価なため、下層階級がワインを消費することはほとんどなかった。しかし、カトリックのミサを祝うにはワインが必要だったため、供給を保証することは重要だった。ベネディクト会の修道士はフランスとドイツで最大のワイン生産者の一人となり、それに続いてシトー会がそれに続いた。カルトジオ会、テンプル騎士団、およびカルメル会などの他の修道会も、ワイン生産者として歴史的にも現代においても有名である。ベネディクト会は、フランスのシャンパーニュ (ドン・ペリニヨンはベネディクト会の修道士) 、ブルゴーニュ、ボルドー、ドイツのラインガウとフランコニアにブドウ園を所有していた。1435年、フランクフルト近郊の神聖ローマ帝国の帝国諸侯に名を連ねるカッツェンエルンボーゲン伯のヨハン4世が、ドイツで最も重要なブドウであるリースリングを初めて栽培した。近隣のワイン造りを行っていた修道士たちはそれを産業にし、世俗的な飲用のためにヨーロッパ中に出荷するのに十分な量のワインを生産した。最も古いワインの伝統を持つ国の一つであるポルトガルでは、世界で最初の原産地統制呼称システムが作られた。
商人階級の主婦や高貴な家庭の召使いは、毎食ごとにワインを提供し、赤か白かと選択を楽しんでいた。この時代の蜂蜜酒のホームレシピは、少量の蜂蜜を加えるといった単純な行為も含む、ワインフレーバーのスパイス付けやマスキングのレシピとともに、現在もなお存在している。ワインは樽に保管されていたため、あまり熟成されておらず、当時はかなり若いうちに飲まれていた。大量のアルコール消費の影響を相殺するため、ワイン1に対して4～5倍の割合で頻繁に加水されていた。
中世のワインの用途の1つとして、蛇に噛まれたときの治療薬として、蛇石(蛇をかたどった指輪に似た縞瑪瑙) を溶かしたワインの使用だった。これは、そのような場面でアルコールが中枢神経系に及ぼす影響が、早くから理解されていたことを示している。
13世紀のドミニコ会修道士であるウォーターフォードのジョフロワは、ヨーロッパのすべての既知のワインとエールのカタログを書き、それらを偉大な美味しさで説明し、学者やカウンセラーに勧めた。タルムードとヘブライ語聖書に関するその後のすべての解説の「父」と呼ばれた中世のフランスの学者であるラシは、ワイン製造業者として生計を立てていた。

## 近代

### アメリカ大陸での普及と発展
ヨーロッパのブドウ品種は、カトリックの聖餐の必需品を提供するために、最初のスペインの征服者によって、現在のメキシコに最初にもたらされた。スペインの宣教師によって植えられた品種の1つは、ミッションブドウ (宣教ブドウの意) として知られるようになり、現在でも少量植えられている。移民の成功により、フランス、イタリア、ドイツのブドウが輸入されたが、アメリカ原産のブドウを使ったワイン (風味は明らかに異なる場合がある) も生産されている。メキシコは、その生産量がスペインの商業生産に影響を及ぼし始めた16世紀頃から、最も重要なワイン生産国となった。この激しい競争の風潮の中で、スペイン王はメキシコのワイン生産とブドウ畑の植え付けを停止させるために行政命令を送ったりした。
19世紀後半のヨーロッパにおけるフィロキセラ病の壊滅的な蔓延の際に、アメリカ原産のブドウは害虫の影響を受けないことが分かった。フレンチ-アメリカンハイブリッド種ブドウはヨーロッパで開発され、いくらかの使用が見られたが、より重要なのは、ヨーロッパのブドウをアメリカの台木に接ぎ木することでブドウ園を昆虫から保護することだった。フィロキセラが存在する場所ならどこでも、この慣行が今日まで続いている。
今日、南北アメリカのワインは、アルゼンチン、カリフォルニア、チリに属するものが多く、安価な大瓶ワインから高品質の品種や独自のブレンドまで、幅広いワインを生産している。アメリカ大陸のワイン生産のほとんどは旧世界のブドウ品種に基づいており、ワイン生産地域ではしばしば移植導入されたブドウが特に厳密に識別されている。カリフォルニアのジンファンデル (クロアチアと南イタリア) 、アルゼンチンのマルベック、チリのカルメネール (両方ともフランス) が有名な例である。
20世紀後半まで、アメリカのワインは一般的にヨーロッパのワインより劣っていると見なされてきた。しかし、1976年のパリワイン品評会で驚くほど好意的なアメリカのプレゼンテーションが行われたため、新世界ワインがワイン起源の地で敬意を払われるきっかけとなった。

### ヨーロッパでの発展
19世紀後半、フィロキセラはブドウ栽培、ワイン生産、およびそれらに生計を依存している人に広範囲にわたる影響を与えた。感染から学んだ教訓は、ヨーロッパのワイン産業の前向きな変化につながった。侵されたぶどう畑は根こそぎ伐採され、その土地は別のより良い用地に変えられた。例えば、フランスの最高のチーズとバターの一部は、以前はブドウで覆われていたシャラント県の土壌の牧草から作られている。キュヴェも標準化されており、今日知られているように特定のワインの製造には重要である。シャンパンとボルドーは、現在それらを定義するブドウの配合を確立した。一方、フィロキセラがほとんど影響を与えなかったバルカンでは地元の品種が生き残ったが、オスマン帝国支配からの脱却が地域ごとに異なるペースで進んだことから、多くのブドウ園では急速な近代化は起きなかった。バルカン地方の地元品種、例えばレツィーナワインが「大衆」レベルを超えて認識されるようになったのはごく最近のことである。

### オーストラリア、ニュージーランド、南アフリカ
ワインを取り巻く環境において、オーストラリア、ニュージーランドワイン、南アフリカ、その他の伝統的なワイン生産国でない国々は「新世界」ワインとみなされている。南アフリカのケープ植民地でのワイン生産は、1680年代に船への補給のためのビジネスとして始まった。オーストラリア最初の植民船団であるファースト・フリート (1788) は南アフリカからブドウの挿し木を持ち込んだが、栽培の導入に失敗し、最初にブドウ園の設立に成功したのは19世紀初頭になってからであった。20世紀のかなり後期まで、これらの国の製品は彼らの小さな輸出市場の外ではほとんど知られていなかった。たとえば、オーストラリアは主に英国向けに輸出されていた。ニュージーランドはほとんどのワインが国内消費用であり、南アフリカは、アパルトヘイトのために世界市場からしばしば孤立していた。顕著な例外は、ケープ州が18世紀には既にヨーロッパへのワインの最大の輸出国であったことくらいである。しかし、機械化の推進とワイン製造の科学的進歩により、これらの国は高品質のワインで知られるようになった。

### 日本での普及と発展
日本に最初にワインが伝来した記録は「後法興院記」で、1483年 (文明15年)に、関白近衛家の人物がワインを飲んだという記述がある。日本で最初のワイン製造に関する記録は、江戸時代初期の1628年、豊前小倉藩主の細川忠利が家臣である上田太郎右衛門にワイン造りを命じたという記述があるが、その後の鎖国政策等で日本にワイン製造の文化が根付くことは無かった。
日本で本格的にワイン生産が行われるようになったのは、明治時代に入り、文明開化を受けて洋風文化を積極的に取り入れるようになったことに起因する。これに先駆けて山梨県（旧甲斐国）では江戸時代後期には既に勝沼村（甲州市勝沼町）の一部地域において、商品作物としての甲州葡萄の栽培が主に生食用として行われていた。江戸時代末、これらを元に、甲府在住の山田宥教と詫間憲久の二人の共同出資によってワインの醸造を行ったのが日本の近代的なワイン醸造の先駆けとされている。
その後、殖産興業政策の一環として山梨県ではワイン製造が奨励され、1877年 （明治10年）「大日本山梨葡萄酒会社」が設立された。当初は山梨を中心にアメリカ系のブドウ品種 (主に白ワイン品種としてデラウェアや、赤ワイン品種としてアジロン・ダック)の栽培が中心であったが、その後、国策によって味わいがより優れたヨーロッパ品種が全国に導入された。しかし、フィロキセラ感染による農地荒廃が起き、1885年 （明治18年）に日本のワイン製造の歴史は頓挫した。当時、アメリカ種に拠っていた山梨県だけがこの禍から逃れることができたことが、今日、ワイン製造の文化が最も根付いた地域に成長した礎となった。
戦後、生産に適した地域ではある程度の規模をもったワイン醸造が民生用として再開されたが、輸入果汁や輸入ワインに頼る部分も多く、国内需要も伸びないまま、国内ワインは発展途上と言われ評価は低かった。日本人の嗜好としては、当初はワインの酸味や渋味が全く受け入れられず、長らく蜂蜜など糖分を加えた甘口ワインが主流であり、サントリーの「赤玉ポートワイン」や「ハチブドー酒」のような甘味果実酒であった。
その後、1964年の東京オリンピック や1970年の大阪万博 をきっかけに、本格的なワインに対する一般の認知度が高まり、消費量が伸びていった。国内ワイナリーは欧州に倣った垣根式栽培法を取り入れ、害虫に強いヨーロッパ系新種のブドウ栽培を開始した。その他にも洋酒に関する輸入関税の緩和、食文化の多様化によるブームなどの要因もあり、一過性の増減はあるものの、ワイン需要は伸び続けている。近年、純国内栽培によるワインも生産されるようになり、国際的な評価も高まっている。2002年からは、山梨県が主導して「国産のぶどうを100パーセント使用して造った日本産ワイン」を対象とする国産ワインコンクール（2015年からは日本ワインコンクールと改称）が始まった。